# Амир Абдулла-хан Тахмасиби
Амир Абдулла-хан Тахмасиби (азерб. Əmir Abdulla xan Təhmasibi; род. 1881 — ум. 1928) — генерал-майор персидский армии, азербайджанский военный и общественный деятель. 

## Биография
Он происходил из мухаджирский семьи военных – дед и отец служили в персидской армии. После окончания военного училища служил в персидской казачьей бригаде.
Встав во главе государства, Реза-шах продолжал всемерно укреплять центральную власть. Ханские воинские формирования были повсеместно распущены, кочевые племена разоружены и насильственно переведены на оседлость. 
Амир Абдулла-хан Тахмасиби в 1922 году захватил Маку, ликвидировал Макинское ханство. Арестовал Муртаза Кули-хана.
Амир Абдулла-хан Тахмасиби был также военным министром в правительстве премьер-министра Мирза Мухаммед Али Форуги (январь 1923—февраль 1925 г.) и был губернатором Тебриза, на северо-западе Ирана, в 1922 году.

## Семья
Амир Абдулла-хан Тахмасиби был женат на Хавер-ханума Амиртахмасиби. 
Сыновья: Касим-хан, Ахмед-хан, Исмаил-хан, Насир-хан. 
Дочери: Ирандухт-ханум, Пурандухт-ханум.